# Fontaine-les-Coteaux
Fontaine-les-Coteaux és un municipi francès, situat al departament del Loir i Cher i a la regió de Centre – Vall del Loira. L'any 2007 tenia 382 habitants.

## Demografia

### Població
El 2007 la població de fet de Fontaine-les-Coteaux era de 382 persones. Hi havia 164 famílies, de les quals 48 eren unipersonals (20 homes vivint sols i 28 dones vivint soles), 60 parelles sense fills, 48 parelles amb fills i 8 famílies monoparentals amb fills.
La població ha evolucionat segons el següent gràfic:
Habitants censats

### Habitatges
El 2007 hi havia 229 habitatges, 166 eren l'habitatge principal de la família, 44 eren segones residències i 19 estaven desocupats. 223 eren cases i 3 eren apartaments. Dels 166 habitatges principals, 135 estaven ocupats pels seus propietaris, 27 estaven llogats i ocupats pels llogaters i 4 estaven cedits a títol gratuït; 2 tenien una cambra, 12 en tenien dues, 33 en tenien tres, 54 en tenien quatre i 66 en tenien cinc o més. 117 habitatges disposaven pel capbaix d'una plaça de pàrquing. A 73 habitatges hi havia un automòbil i a 82 n'hi havia dos o més.

### Piràmide de població
La piràmide de població per edats i sexe el 2009 era:
| Homes | Edats   | Dones |
| ----- | ------- | ----- |
| 0     | 95 o +  | 0     |
| 0     | 90 a 94 | 0     |
| 0     | 85 a 89 | 8     |
| 0     | 80 a 84 | 0     |
| 12    | 75 a 79 | 8     |
| 8     | 70 a 74 | 8     |
| 8     | 65 a 69 | 12    |
| 16    | 60 a 64 | 16    |
| 0     | 55 a 59 | 16    |
| 12    | 50 a 54 | 4     |
| 12    | 45 a 49 | 12    |
| 16    | 40 a 44 | 8     |
| 20    | 35 a 39 | 12    |
| 4     | 30 a 34 | 12    |
| 8     | 25 a 29 | 8     |
| 8     | 20 a 24 | 4     |
| 8     | 15 a 19 | 12    |
| 4     | 10 a 14 | 8     |
| 8     | 5 a 9   | 16    |
| 4     | 0 a 4   | 12    |

## Economia
El 2007 la població en edat de treballar era de 234 persones, 175 eren actives i 59 eren inactives. De les 175 persones actives 161 estaven ocupades (93 homes i 68 dones) i 14 estaven aturades (7 homes i 7 dones). De les 59 persones inactives 25 estaven jubilades, 18 estaven estudiant i 16 estaven classificades com a «altres inactius».

### Ingressos
El 2009 a Fontaine-les-Coteaux hi havia 165 unitats fiscals que integraven 390,5 persones, la mediana anual d'ingressos fiscals per persona era de 17.536 €.

### Activitats econòmiques
Dels 17 establiments que hi havia el 2007, 5 eren d'empreses de construcció, 5 d'empreses de comerç i reparació d'automòbils, 1 d'una empresa financera, 1 d'una empresa immobiliària i 5 d'empreses de serveis.
Dels 4 establiments de servei als particulars que hi havia el 2009, 2 eren guixaires pintors i 2 lampisteries.
L'any 2000 a Fontaine-les-Coteaux hi havia 13 explotacions agrícoles.

## Poblacions més properes
El següent diagrama mostra les poblacions més properes.